# Distretto di Sabaino
Il distretto di Sabaino è un distretto del Perù nella provincia di Antabamba (regione di Apurímac) con 1.455 abitanti al censimento 2007 dei quali 1.077 urbani e 348 rurali.
È stato istituito il 20 agosto 1872.